# 豪華3本立て!トミカ・プラレール映画まつり
『豪華3本立て!トミカ・プラレール映画まつり』は、タカラトミーより発売のトミカとプラレールを原作とする実写映画作品。2013年10月4日より東宝系にて公開。

## 概要・特徴
人気のロングセラー商品トミカとプラレールが映画化された。
Tくんとてっちゃんの話とトミカハイパーシリーズの話と同年に展開されたトミカイザーの話が3本収録され、バラエティーコーナーの「大迫力！実車のおもしろ対決」「家中にプラレールを走らせよう」やチーミーの歌とダンスがあり、楽しめる工夫が凝らされている。プラキッズの口の動きが1コマ式からCGに一新された。映画の公開日に合わせて「ハイパーグリーンレンジャー 劇場版1号2号スペシャルセット」と「ハイパービルダー パワードライナー ハイパーカーゴ輸送セット」の限定版が発売した。
長らくトミカ・プラレールビデオでノンクレジットであった中尾良平、福原耕平、西脇保が映画で初クレジットとなり、藤田大介や天野翔太を起用した。
入場者限定特典として本編に登場する「マジカルパスポート」が中学生以下としてプレゼントされた。
爆走!トミカイザーでは正式な時間関係は設定されていないが、撮影が後日談だと思われる。トミカわいわいDVD ヒーローへん3の｢トミカ ハイパーグリーンレンジャーずかん｣では本作品のトミカハイパーシリーズの映像が使用されている。
2014年3月19日に本作のDVDソフトが発売。

## 経緯
当時トミカ40周年と当時プラレール50周年の頃から新たな楽しみの企画として2010年に企画案が完成し、3年間開発を進めたため、トミカわいわいDVDは一時停止となった。

## ようこそ！トミカ・プラレールタウン

### あらすじ
年に一度の｢ミュージックフェスティバル｣の日。リズームさんからの頼みでテーマソングを完成するために、Tくんとてっちゃんはトミカとプラレールが大好きな大地くんを呼び、大地くんは主要トミカとプラレールと不思議なマジカルパスポートを持ち、トミカ・プラレールタウンを大冒険する。

### 登場人物

#### レギュラーキャラクター
Tくんとてっちゃん
本作の主人公でありトミカ・プラレールの公式キャラクター (プラキッズ)。リズームさんからの頼みにより、大地くんを呼んだ。続編では大地くんの帽子を届けるために、様々な危険を乗り越えた。

#### ゲストキャラクター
大地くん
トミカとプラレールを大切に遊ぶ男の子。Tくんとてっちゃんのお願いでトミカとプラレールとマジカルパスポートを持ってトミカ・プラレールタウンへ出かける。帰宅後、夢から覚めたと思ったら目の前に大地くんのトミカとプラレールが置いてあったため、夢ではないと明らかになっている。続編ではリズームさんから連絡を聞き、蒸気機関車で火山にいるTくんとてっちゃんを助けに行った。
リズームさん
天才ミュージシャン。ミュージックフェスティバルのテーマソングを完成するために、Tくんとてっちゃんに手伝いを頼んだ。続編では作業員から話を聞いて、Tくんとてっちゃんをサポートするために、つかつかまえる号の機能を停止し仕事に戻った。モチーフはチーミー。
眠り熊
1度寝ると3日間起きない熊。大地くんの提案により蒸気機関車に運ばれたブルドーザーに優しく移動され、ダンプカーに運ばれ森に返された。

### 用語
ミュージックボックス
リズームさんが制作したミュージックフェスティバル用の曲が入った箱。完成するには大地くんが必要となる。
マジカルパスポート
トミカ・プラレールタウンに入国するための重要アイテム。手持ちのトミカとプラレールを使うには「○○マジック!（○○にはトミカ、又はプラレールの名前が入る）」の掛け声で、トミカ、プラレールが大きくなる。

## トミカハイパーチーム 炎の共同作戦

### 登場人物
火の鳥
宇宙からやって来た不死鳥型宇宙生命体。数年間ブラスター火山に眠りをついた。赤ちゃんの卵がDr.ワルーダに盗まれた事により、噴火と同時に目覚めて帰りたくなった。ハイパーグリーンレンジャーが卵を返すところを認め、羽を与えた。返した後、赤ちゃんと共に宇宙に帰った。
火の鳥の赤ちゃん
火の鳥の子供。ハイパーグリーンレンジャーが発見したと同時にDr.ワルーダに盗まれてしまう。ハイパーグリーンレンジャーの活躍によって火の鳥の元に返し孵化した。続編ではピンチのハイパーグリーンレンジャーを助けるために地球に戻り、助けられたお礼として再び羽を与えた。
余談だが続編のプロローグに書かれている「小さき炎の使者」とは彼の事である。

### 用語
エナジーエッグ
紀元前に語り継がれた伝説の卵。オレンジの模様が特徴。ハイパーエナジーと同じ反応を持っている。その正体は火の鳥の赤ちゃんの卵である。ハイパーグリーンレンジャーが回収の所でDr.ワルーダに盗まれる。卵の正体を知ったDr.ワルーダはハイパーグリーンレンジャーに返した。
ハイパーレンジャータンク ゴールドカラー
ハイパーレンジャータンクに火の鳥の羽を触れてパワーアップした姿。銀の部分が金になっている。ハイジャンプが出来るようになり、100倍のハイパーエナジーを発射する事が出来る。続編では火の鳥の赤ちゃんから羽を与えて、再びパワーアップした。
グルジーナ共和国
トミカ・プラレールタウンから地球の裏側に位置する共和国。ジャングルと砂漠に囲まれたブラスター火山に世界を救うほどのハイパーエナジーが眠っている。町にもあるが、ブラスター火山の噴火によって破壊される。ハイパーレスキューの消火と救助を行った。火の鳥が宇宙に帰還すると同時に飛び散った羽と光によって復元される。続編では恐竜の国に流用された。

## キャスト
- ノリチーミー/チーミー※声の出演もあり
- みさとお姉さん/梅田みさと
- 大地くん/須田瑛斗

### ダンスキッズ
- 高橋ゆな[1]
- 垂石瑚広[1]
- 碓井空[1]
- 柳川凌嘉[1]

### 声の出演
| 声優                          | ようこそ!トミカ・プラレールタウン | 爆走!トミカイザー スーパートミカイザーVSスーパーレールカイザー | トミカハイパーチーム 炎の共同作戦                  |
| ----------------------------- | --------------------------------- | -------------------------------------------------------------- | -------------------------------------------------- |
| 鉄炮塚葉子                    | Tくん                             |                                                                | ドクター、ワルーダコブーン                         |
| 嶋崎はるか                    | てっちゃん、大地くんの母の声      | サオリ巡査、市民                                               | ハカセ、ワルーダコブーン                           |
| 一条和矢                      |                                   | ナレーション、バッドブラック、強盗犯                           |                                                    |
| 高口公介                      | 作業員                            | 碇所長、駅のオペレーター、市民                                 |                                                    |
| 福原耕平                      |                                   |                                                                | ガッツ                                             |
| 吉水孝宏                      |                                   |                                                                | ナレーション、ショウ隊員、コダマ隊員、逃げ惑う市民 |
| 西脇保                        |                                   |                                                                | Dr.ワルーダ、逃げ惑う市民                          |
| 中尾良平                      |                                   | 青井祐二/スーパーレールカイザー                                | ユウキ、キボウ                                     |
| 田中大文                      |                                   |                                                                | ノゾミ隊員、オペレーター                           |
| 林勇                          |                                   | 車 東次郎/スーパートミカイザー                                 |                                                    |
| 藤田大介                      |                                   |                                                                |                                                    |
| 天野翔太                      | 実況くん                          |                                                                |                                                    |
| 布施川一寛 （ノンクレジット） | ナレーション                      |                                                                |                                                    |

## 主題歌
主題歌、エンディング曲『でかけよう!夢のトミカプラレールタウン』
作詞、作曲：CHI-MEY
歌：チーミー
トミカプラレールエクササイズ
作詞、作曲：CHI-MEY
歌：チーミー
挿入歌
のりものGOGOパラダイス
作詞、作曲：奥村晴香
編曲、歌：デカパンチョ
わくわくプラレール
作詞、作曲、編曲、歌：デカパンチョ
ぼくらのヒーロー トミカイザー
作詞 - ささぐちゆう
作曲・編曲 - AFKEY
歌 - YU
トミカ ハイパーグリーンレンジャー GO!(ノンクレジット)
作詞、作曲：奥村晴香
編曲、歌：デカパンチョ
Hey!Dr.ワルーダ(ノンクレジット)
作詞、作曲：奥村晴香
編曲、歌：デカパンチョ

## スタッフ
- 原作 - タカラトミー
- 製作 - 大田圭二、力石稔、福場一義、城朋子
- 企画 - 古澤佳寛、前川剛志、菊池偵和、奥田誠治
- プロデューサー - 山中一孝、鈴木祐治、廣瀬憲明、星野恵
- アソシエイトプロデューサー - 森正
- スチール撮影 - 国府田利光
- 監修 - 岸田敬、並河弘泰、中野公平、清水聡、杉山裕樹、原田尚紀
- 音楽制作 - 相馬一博
- アーティストマネージメント - 薫次郎
- 音楽制作コーディネイト - 湯瀬裕子
- 宣伝プロデューサー - 鈴木稚
- パブリシティ - 佐藤和昭、奥村文子、寺沢那美
- デザイン - 矢島洋
- オフィシャルサイト制作 - 長谷川久美
- 劇場営業 - 山下信取、小泉奏佐、松原春香
- 企画協力 - 久保弥、友澤由久、上野公久、田畑孝、本間秀稚、河村鹿治、手塚友浩、笠直直樹、稲葉剛
- プロモーション協力 - 小学館、講談社
- 協力 - 千代田ビデオ、ウインクツー、匠、マナセプロダクション、花子、ADC、エスシーアライアンス、ロックオン、日立建機、前田製作所、制作室ぺこぽこ、青二プロダクション、賢プロダクション、ホリプロ・インプルーブメント・アカデミー、ワイダンスカンパニー、セントラル子供劇団、サンライト、東京フィルムセンター映画・俳優専門学校、ニッポンプランニングセンター、田口鮎子、鈴木圭一、大友美穂、小林秀樹、林富美也、三浦拓大、平坂幸男、加藤麻美子、伊藤広明、小野裕史、堀川裕一郎

### ストーリーコーナー
- コーナープロデューサー - 永田庚晴
- 撮影 - 下茂武
- 映像 - 斎藤英幸
- 撮影助手 - 小倉雄
- 照明 - 提槙太郎
- 照明助手 - 山下由美
- 美術 - 田中孝弘
- 編集 - 宮本陽介
- MA - 名取瑞徳
- CG - 加藤幹也
- 音響効果 - 金子孝志
- スタイリスト - 林ゆかり
- ヘアメイク - 天貝弘
- キャスティング - 牧村裕介
- オフライン編集助手 - 小川筆人
- 撮影スタジオ - 田活調布撮影所、STUDIOピア
- 編集/MAスタジオ - WINK2 銀座スタジオ

### バラエティコーナー
- コーナープロデューサー - 羽佐間圭介
- 演出 - 松尾正文、小林光
- 制作 - 有安大輔、原島さとみ
- 撮影 - 西村洋、大鷹玄記、神津史恵、山崎宏夢
- 音声 - 湯沢春城、山口聡
- 編集 - 石川陽一、佐藤浩栄、出口勉
- 映像 - 田高節夫、川野良博
- 音響効果 - 窓村友絵
- TOY☆STAGE
- 衣装 - 関口優子
- ヘアメイク - 高橋美帆
- 振付 - 青山航士
- 録音スタジオ - カブリ西新宿スタジオ、千代田ビデオスタジオ
- MAスタジオ - 3oneスタジオ

### トミカ・プラレール映画まつり2013制作委員会
- 東宝 - 大島孝幸
- タカラトミー - 竹内俊介、東宏幸、長田史郎
- ポニーキャニオン - 船津暁美
- 日本テレビ - 門鹿大輔、高橋望、石井理恵子、木村飛鳥、佐藤直子、黄子玲、上田浩司
- 制作 - タカラトミー
- 制作協力 - ポニーキャニオン、ビッグバード、ムーブマン
- 配給 - 東宝映像事業部
- 製作 - トミカ・プラレール映画まつり2013制作委員会
- 総合演出 - 岡本知朗

## もっと!トミカ・プラレール映画まつり
4月25日（金）～5月6日（火）にてイオンシネマ幕張新都心で独占上映された続編。前作の後日談である「ようこそ!トミカ・プラレールタウン2　Tくんとてっちゃんの大冒険」、「ハイパーグリーンレンジャー　赤き神々の怒り」。未使用映像が存在するバラエティコーナーが収録されている。口の動きが今まで通りに戻った。7月16日にDVDが発売。

### ようこそ!トミカ・プラレールタウン2　Tくんとてっちゃんの大冒険

#### 登場人物
現場かんとくさん
声 - 吉水孝宏
建設中の次元トンネルの監督。大地くんの家まで導くパラレルワールドを教えた。
めいろマン
声 - 中尾良平
迷路の国のご主人。2012年度のハッピーセットプラレールDVDのクイズマンの流用。
リトルゴースト
声 - 嶋崎はるか
ゴースト魔人の魔法によってゴーストに変えられた少女。他の市民と共にE5系新幹線に乗り込み、サンシャインタウンで人間の姿に戻った。
ゴースト魔人
人間をゴーストに変えた張本人。E5系新幹線に乗り込んだゴースト達とTくんとてっちゃんを捕えようとしたが、E5系新幹線の猛スピードにより追いつけなかった。

#### 用語
次元トンネル
あらゆる世界にワープするトンネル。大地くんの家に直接向かうトンネルは工事中。ウエスト平原の山の中にある方は3つのパラレルワールドを通して大地くんの家に到着する。
迷路の国
巨大迷路が特徴とした国。出口は迷路のゴールにある。ゴールした者は1人もいない。
おばけの国
ゴースト魔人が住む国。隣にあるサンシャインタウンがある。
恐竜の国
恐竜が住む国。麓には火山がある。

### ハイパーグリーンレンジャー　赤き神々の怒り

#### 登場人物
神殿の神
声 - 嶋崎はるか
ストーンジャングルのほぼ中央にある古代神殿の神様。赤いハイパーエナジーを保護している。人を石化したり元に戻す事ができる。
ハイパーグリーンレンジャーとDr.ワルーダとの戦いで眠りから目覚めた。謝罪したハイパーグリーンレンジャーを認め、石化されたガッツを元に戻したが、ワルーダコブーンがハイパーエナジーを密かに強奪したためDr.ワルーダ達を石化し怒りが暴発。そのエネルギー波は地球を飲み込んだが、火の鳥の赤ちゃんの力を借りたハイパーグリーンレンジャーによって阻止され、Dr.ワルーダ達を元に戻し、火の鳥の事件を解決した事を感謝し赤いハイパーエナジーをハイパーグリーンレンジャーに譲り与えた。

#### 用語
メデューザ王国
東南アジア内陸部にある舞台。多数の古代遺跡が点在する国には古来より不思議な伝説が数多く残されている。
赤いハイパーエナジー
古代神殿にある赤きハイパーエナジー。本作の引き金となる重要的存在。
7万9千と普通のハイパーエナジーより100倍以上の高エネルギー反応を持っている。